# Herbert Simon
Herbert Alexander Simon (Milwaukee, 15 de junho de 1916 — Pittsburgh, 9 de fevereiro de 2001) foi um economista alemão, com cidadania estadunidense.
Foi agraciado com o Prémio de Ciências Económicas em Memória de Alfred Nobel de 1978. Foi um pesquisador nos campos de psicologia cognitiva, informática, administração pública, sociologia económica, e filosofia. Por vezes, descreveram-no como um polímata.
Recebeu em 1975 o Prêmio Turing da ACM, juntamente com Allen Newell, pelas suas "contribuições básicas à Inteligência Artificial, à Psicologia de Cognição Humana, e ao processamento de listas." Em 1978, foi agraciado com o Prémio Nobel de Economia, pela sua "pesquisa precursora no processo de tomada de decisões dentro de organizações económicas". Recebeu ainda a Medalha Nacional de Ciência, em 1986 e o Award for Outstanding Lifetime Contributions to Psychology, da APA, em 1993.

## Vida
Herbert Simon nasceu em Milwaukee, Wisconsin. Seu pai era um engenheiro eletricista que viera da Alemanha para os Estados Unidos em 1903, depois de receber seu diploma no Darmstadt Technische Hochschule. Seu pai era também inventor e desenhista de engrenagem elétrica de controle, e, mais tarde em vida, um procurador patente. Sua mãe era uma pianista efetuada e uma americana de terceira geração. A sua família tinha imigrado de Praga e Colônia. Seus antepassados europeus tinham sido construtores de pianos, ourives, e vinicultores.
Quando criança, Simon frequentou uma escola pública de Milwaukee, onde desenvolveu interesse pela Ciência. Achava trabalhos escolares interessantes mas bastante fáceis. Relativamente jovem, Simon foi exposto à ideia de que o comportamento humano podia ser estudado cientificamente, devido à influência do irmão mais novo de sua mãe, Harold Merkel, que estudara Economia na Universidade de Wisconsin-Madison sob a orientação de John R. Commons. Através de livros do tio sobre Economia e Psicologia, Simon descobriu as Ciências Sociais.
Entre suas primeiras influências, Simon citava o livro-texto de Economia de Richard Ely, The Great Illusion, de Norman Angell, e Progress and Poverty, de Henry George. Em 1933 entrou para a Universidade de Chicago, e, seguindo essas primeiras influências, estudou Ciências Sociais e Matemática. Seu mentor mais importante na universidade foi Henry Schultz, que era um econometrista e economista matemático. Eventualmente, seus estudos levaram-no ao campo da tomada de decisão organizacional, que tornar-se-ia o tema de sua dissertação de doutorado.
De 1939 a 1942, Simon atuou como diretor de um grupo de pesquisa na Universidade de Califórnia, Berkeley. Quando o subsídio do grupo foi exaurido, assumiu uma posição em Ciência Política no Instituto de Illinois de Tecnologia. De volta a Chicago, ele começou a participar de seminários oferecidos pelo staff da Cowles Commission, que naquela época incluía Jacob Marschak e Tjalling Koopmans. Assim, iniciou um estudo mais profundo de economia na área de institutionalismo. Marschak trouxe Simon para ajudá-lo no estudo que empreendia na época com Sam Schurr sobre os "efeitos econômicos prospectivos da energia atômica".
De 1950 a 1955, Simon estudou economia matemática e, com David Hawkins, descobriu e provou o teorema de Hawkins-Simon sobre as "condições para a existência de vetores positivos de solução para matrizes de entrada-saída". Ele também desenvolveu teoremas em near-decomposability e agregação. Tendo começado a aplicar estes teoremas em organizações, Simon determinou, por volta de 1954, que o melhor maneira de estudar resolução de problemas seria através de simulações usando programas de computador, que levou ao seu interesse por simulação computacional da cognição humana.

## Publicações selecionadas
Simon foi um escritor prolífico e autor de 27 livros e quase mil artigos. A partir de 2016, Simon foi a pessoa mais citada em inteligência artificial e psicologia cognitiva no Google Scholar. Com quase mil publicações altamente citadas, ele foi um dos cientistas sociais mais influentes do século XX.

### Livros
- 1947. Administrative Behavior: A Study of Decision-Making Processes in Administrative Organization.

– 4ª ed. in 1997, The Free Press
- 1957. Models of Man. John Wiley. Apresenta modelos matemáticos do comportamento humano.
- 1958 (com James G. March e a colaboração de Harold Guetzkow). Organizations. Nova York: Wiley. a base da teoria da organização moderna
- 1969. The Sciences of the Artificial. MIT Press, Cambridge, Mass, 1ª edição. Tornou a ideia fácil de entender: "objetos (reais ou simbólicos) no ambiente do tomador de decisão influenciam a escolha tanto quanto as capacidades intrínsecas de processamento de informações do tomador de decisão"; explicou "os princípios de modelagem de sistemas complexos, particularmente o sistema humano de processamento de informações que chamamos de mente".

- 2a. ed. em 1981, MIT Press. Conforme declarado no Prefácio, a segunda edição forneceu ao autor a oportunidade de "alterar e expandir [sua] tese e aplicá-la a vários campos adicionais" além da teoria da organização, economia, ciência da administração e psicologia que foram abordados na edição anterior.
- 3a. ed. em 1996, MIT Press.
- 1972 (com Allen Newell). Human Problem Solving. Prentice Hall, Englewood Cliffs, NJ, (1972). "o livro mais importante sobre o estudo científico do pensamento humano no século 20"
- 1977. Models of Discovery: and other topics in the methods of science. Dordrecht, Holland: Reidel.
- 1979. Models of Thought, Vols. 1 and 2. Yale University Press. Seus artigos sobre processamento de informações humanas e solução de problemas.
- 1982. Models of Bounded Rationality, Vols. 1 and 2. MIT Press. Seus artigos sobre economia.

- Vol. 3. in 1997, MIT Press. Seus artigos sobre economia desde a publicação dos Vols. 1 e 2 em 1982. Os artigos agrupados na categoria "A Estrutura de Sistemas Complexos"– lidando com questões como ordenação causal, decomponibilidade, agregação de variáveis, abstração de modelo– são de interesse geral em modelagem de sistemas, não apenas em economia.
- 1983. Reason in Human Affairs, Stanford University Press. Livro sobre tomada de decisão humana e processamento de informações, baseado em palestras que ele deu em Stanford em 1982. Uma apresentação popular de seu trabalho técnico.
- 1987 (com P. Langley, G. Bradshaw, e J. Zytkow). Scientific Discovery: computational explorations of the creative processes. MIT Press.
- 1991. Models of My Life. Livros Básicos, Sloan Foundation Series. Sua autobiografia.
- 1997. An Empirically Based Microeconomics. Cambridge University Press. Um resumo compacto e legível de suas críticas à microeconomia "axiomática" convencional, baseado em uma série de palestras.
- 2008 (posthumously). Economics, Bounded Rationality and the Cognitive Revolution. Edward Elgar Publishing, ISBN 1847208967. alguns de seus artigos não muito lidos pelos economistas.

### Artigos
- 1938 (com Clarence E. Ridley). Measuring Municipal Activities: a Survey of Suggested Criteria and Reporting Forms For Appraising Administration.
- 1943. Fiscal Aspects of Metropolitan Consolidation.
- 1945. The Technique of Municipal Administration, 2d ed.
- 1955. "A Behavioral Model of Rational Choice", Quarterly Journal of Economics, vol. 69, 99–118.
- 1956. "Reply: Surrogates for Uncertain Decision Problems", Office of Naval Research, Jan. 1956.

– Reprinted in 1982, In: H.A. Simon, Models of Bounded Rationality, Volume 1, Economic Analysis and Public Policy, Cambridge, Mass., MIT Press, 235–44.
- 1958 (com Allen Newell e J. C. Shaw). Elements of a theory of human problem solving[3]
- 1967. "Motivational and emotional controls of cognition", Psychological Review, vol. 74, 29–39, reimpresso em Models of Thought Vol 1.
- 1972. "Theories of Bounded Rationality", Capítulo 8 em C. B. McGuire e R. Radner, eds., Decision and Organization, Amsterdã: North-Holland Publishing Company.
- 1980 (com K. Anders Ericsson). "Verbal reports as data", Psychological Review, vol. 87, 215–251.
- 1985 "Human Nature in Politics: The Dialogue of Psychology with Political Science", The American Political Science Review, vol. 79, no. 2 (Jun., 1985), pp. 293–304
- 1989 (com M.J. Prietula). "The Experts in Your Midst", Harvard Business Review, janeiro-fevereiro, 120–124.
- 1992 'What is an "Explanation" of Behavior?' Psychological Science, 3(3), 150-161
- 1995 (com Peter C.-H. Cheng). "Scientific discovery and creative reasoning with diagrams", in S. M. Smith, T. B. Ward & R. A. Finke (Eds.), The Creative Cognition Approach (pp. 205–228). Cambridge, MA: MIT Press.
- 1998 (com John R. Anderson, Lynne M. Reder, K. Anders Ericsson, e Robert Glaser). "Radical Constructivism and Cognitive Psychology", Brookings Papers on Education Policy, no. 1, 227–278.
- 2000 (com John R. Anderson e Lynne M. Reder). "Applications and misapplications of cognitive psychology to mathematics education", Texas Education Review, vol. 1, no. 2, 29–49.